# Sergiu Burduja
Sergiu Burduja (n. 25 martie 1969, Cucuruzeni, raionul Orhei) este un economist din Republica Moldova.

## Biografie
Sergiu Burduja s-a născut la data de 25 martie 1969, în satul Cucuruzeni (raionul Orhei). A absolvit cursurile Academiei de Studii Economice din Moldova. 
După absolvirea facultății în anul 1993, a lucrat la S.A. „Moldova Agroindbank” și apoi la Serviciul de Informații și Securitate. În iulie 2002 este numit director general al Departamentului control financiar și revizii al Ministerului Finanțelor și consilier al ministrului finanțelor.  
La data de 18 iulie 2006, Sergiu Burduja a fost numit în funcția de director adjunct al  Serviciului de Informații și Securitate al Republicii Moldova, prin Decretul Președintelui Republicii Moldova nr. 673-IV. 
In anul 2009 este director CCCEC si îndeplinește gradul "General- Major" 
Sergiu Burduja este căsătorit pe Liana Burduja și are doi copii Sergiu- născut 17 iunie 1999  care  învață in școala medie și joacă volei. Și
Stanislav- născut 7 iulie 1994 care a terminat școală și universitatea "ULIM" are spălătorie auto "BRICKWASH"